# Aktion Rußland
Die Aktion Rußland war im Zweiten Weltkrieg ein deutscher Plan, einen strategischen Luftkrieg gegen die sowjetische Rüstungsindustrie zu führen. Der Plan wurde nicht ausgeführt. Hauptziel war die Unterbindung der Energieversorgung und die Zerstörung der Flugzeugmotorenwerke und Werke für synthetischen Gummi. Der Plan scheiterte am sowjetischen Vormarsch, durch den die sowjetische Rüstungsindustrie außerhalb der Reichweite der Wehrmacht geriet. Die ab Dezember 1943 zusammengezogen Fliegerkräfte kamen schließlich gegen den sowjetischen Eisenbahnnachschub zum Einsatz.

## Der Plan
Der Plan wurde unter anderem vom „Carl Ausschuß“ entwickelt. Der Ausschuss wurde am 23. Juni 1943 mit dem Vorsitzenden Rudolf Carl, Chef der Energieplanung, mit seinen Mitarbeitern Walther Schieber, Paul Pleiger und Walter Rohland gegründet.
Da die sowjetische Energieversorgung in wenigen aber sehr großen Kraftwerken konzentriert war, lag der Schwerpunkt der Planung auf der Ausschaltung der Kraftwerke, die man mit der ferngelenkten Fallbombe Fritz X angreifen wollte. Auch sollten sogenannte Seilbomben, im Tiefflug über Stromleitungen abgeworfenen Seile, die einen Kurzschluss verursachen, eingesetzt werden.
Man rechnete damit, dass ein Energieausfall im Raum Moskau-Obere Wolga allein einen Produktionsausfall von 80 Prozent bei Panzermotoren, 60 Prozent bei leichten Panzern und Kraftwagen, sowie 50 Prozent bei elektronischen und optischen Geräten und der Raketenwerfer bringen würde.
Hervorgehoben wurde der psychische Eindruck starker deutscher Bomberverbände in der Tiefe Russlands. Diskutiert wurden auch die Wiederaufnahme der Luftangriffe auf Moskau, welche aber wegen der „bewiesenen Genügsamkeit und Härte der russischen Bevölkerung“ abgelehnt wurden.
Erwogen wurde auch die Zerstörung der Getreideernte durch Brandmunition, ähnlich der Operation Razzle.

## Ausführung
Ab 2. Dezember 1943 wurden etwa 400 Flugzeuge der Kampfgeschwader 3, 4, 27, 53 und  55, hauptsächlich Heinkel He 111, unter dem Generalkommando des IV. Fliegerkorps, auch „Korps Meister“ genannt versammelt. Die Verbände lagen in den ersten drei Monaten des Jahres 1944 im Raum Brest-Deblin-Baranowitschi und wurden in dieser Zeit überwiegend ausgebildet und aufgefrischt. Das IV. Fliegerkorps bekam seine Befehle direkt vom Oberkommando der Luftwaffe und war keiner Luftflotte unterstellt.
Ab dem 27. März 1944 begann die dreimonatige Offensive gegen den sowjetischen Eisenbahnnachschub, da inzwischen wichtige Flugplätze verloren worden waren.
Die deutsche Kriegspropaganda nahm sich des Themas an mit Meldungen wie „Flammendes Finale: Rowno und Sarny“ oder „Systematische Zerstörung der sowjetischen Nachschublinien“.
Die Idee, das sowjetische Stromnetz lahmzulegen, blieb aber virulent. Albert Speer schlug sogar Kamikaze-Angriffe vor. Durch He 177 geschleppte Me 328 sollten sich mit ihren Piloten auf die Kraftwerke stürzen. Auch Mistelgespanne im Unternehmen Eisenhammer sollten eingesetzt werden.